# Bitva na Tumhaladu
Bitva na Tumhaladu je jedním ze střetnutí Beleriandských válek ve fiktivním světě J. R. R. Tolkiena. Nargothrondská armáda se v bitvě utkala s Angbandskými vojsky vedenými drakem Glaurungem. Tato drtivá porážka znamenala pád Nargothrondu a celé jeho říše.

## Události předcházející bitvě
Příchod Túrina Turambara do Nargothrondu znamenal pro město mnohé změny. Túrin přesvědčil elfy a jejich krále Orodretha, aby zanechali skrývání a otevřeně vyrazili do války proti Temnému pánu. Zpočátku tato strategie slavila úspěch a Noldor se dařilo vytlačovat Morgothovy stvůry ze své země. Na Túrinovu radu byl přes řeku Narog zbudován velký kamenný most, aby nargothrondská vojska mohla rychleji vyrážet do boje. Morgoth se však zanedlouho dozvěděl o přesné poloze skrytého města a vyslal proti Nargothrondu obrovské vojsko vedené drakem Glaurungem. Krále Orodretha ještě stačili varovat Círdanovi poslové, jejichž pán byl o Morgothových plánech informován Ulmem. Túrin, který měl na krále stále větší vliv, však ve své pýše posly odbil a most, který mu poslové radili strhnout, zachoval. Morgothova vojska při tažení na jih k Nargothrondu nejprve porazila a zahnala muže z Brethilu do jejich lesů a poté vyplenila celou zemi mezi řekami Teiglinem a Narogem.

## Průběh bitvy
Nargothrondští v čele s králem Orodrethem vyrazili Morgothovu vojsku naproti. Vojsko Temného pána však bylo větší, než říkali nargothrondští vyzvědači. V první bitevní řadě ihned padnul král Orodreth a Gwindor byl smrtelně raněn. Nikdo kromě Túrina, který byl chráněn trpasličím brněním a maskou, nemohl obstát proti Glaurungovu žáru. Angbandské stvůry tak zatlačili nargothondské válečníky na pláň Tumhalad mezi řeky Ginglith a Narog. Elfové byli sevřeni a tvrdě poraženi. Jeden z mála, kdo se zachránil, byl Túrin, kterému se podařilo z bitvy odnést umírajícího Gwindora. Elf jej před smrtí nabádal, aby zachránil město a tak Túrin shromáždil tolik prchajících mužů, kolik dokázal, a spěchal z prohrané bitvy směrem k Nargothrondu.

## Důsledky
V bitvě padla většina nargothrondských válečníků a král Orodreth. Skřeti v čele s Glaurungem navíc dorazili k městu dřív než Túrin a zpráva o bitvě. Nargothrondští obránci proto nestihli včas strhnout most a drak tak bez problému překonal řeku Narog a vtrhnul branou do Finrodova města. Túrin k Nargothrondu dorazil až v okamžiku, kdy bylo město zcela vydrancováno a přeživší byli právě odváděni do Morgothova otroctví. Drak Glaurung navíc Túrina oklamal a prokletý Húrinův syn se vydal pronásledovat skřety unášející Finduilas. Glaurung se poté v opuštěném městě na čas usadil.